# Moara de apă din Beloci
Moară de apă este o moară amplasată în Beloci, Unitățile Administrativ-Teritoriale din Stînga Nistrului, Republica Moldova. Este un monument istoric și arhitectural de importanță națională inclus în Registrul monumentelor Republicii Moldova ocrotite de stat cu nr. 1987 (raionul Rîbnița). Datează de la sf. sec. XIX.